# South West Cape (Stewart Island)
South West Cape, in der Sprache der Māori Puhiwaero genannt, ist ein Kap auf der neuseeländischen Insel Stewart Island/Rakiura, die zum Southland District der Region Southland zählt.

## Geographie
South West Cape befindet sich im Südwesten der Insel, knapp einen Kilometer westlich der rund 1,5 km in die Insel hineinragende Flour Cask Bay. Das South Cape, als südlichster Punkt von Stewart Island/Rakiura und den drei Hauptinseln des Landes befindet sich rund 5,5 km östlich. Geringfügig südlicher liegt die Stewart Island/Rakiura vorgelagerte 265 m × 135 m große Insel Murphy Island.
Rund 5 km westlich des Kaps befindet sich die 820 m × 835 m große Insel Poutama Island und direkt nördlich anschließend Taukihepa/Big South Cape Island, die als zweitgrößten Insel nahe Stewart Island/Rakiura gilt.